# Оренго, Лоренцо
Лоренцо Оренго (итал. Lorenzo Orengo; 29 ноября 1838, Генуя — 25 марта 1909, Генуя) — итальянский скульптор.
Учился в Лигурийской академии изящных искусств у Санто Варни и Карло Рубатто.
Наиболее известен многочисленными надгробными памятниками на генуэзском Монументальном кладбище Стальено. В 1863—1898 гг. регулярно участвовал в выставках Общества поощрения изящных искусств в Генуе, выставляя гипсовые эскизы будущих мраморных статуй или уже готовые, но ещё не установленные на кладбище фигуры. Работы Оренго отличались скрупулёзной проработкой деталей, что хорошо видно, в частности, на одной из наиболее известной его работ — памятнике Катерине Камподонико (1881), торговке каштанами и кренделями, за долгую жизнь скопившей достаточно денег для того, чтобы оплатить себе роскошное надгробие. Вместе с тем в более ранних Оренго тяготел к реалистическому направлению, не обращаясь по большей части к мифологической образности, но изображая свои модели в той обстановке, в которой они провели жизнь. Так, на известном надгробии инженера Бенджамина Уайтхеда и его жены Джулии Бентли (1885—1887) инженер изображён с верстаком, а его жена — с зонтиком и в изобилующем подробными деталями платье. Памятники 1890-х гг. не лишены символистских аллюзий, однако в изображении усопших Оренго по-прежнему стремился к предельной точности, сближавшей его с веризмом.
Сын, Луиджи Оренго (1865—1940), продолжил дело отца, ему также принадлежит около 40 надгробий на кладбище Стальено.

## Галерея

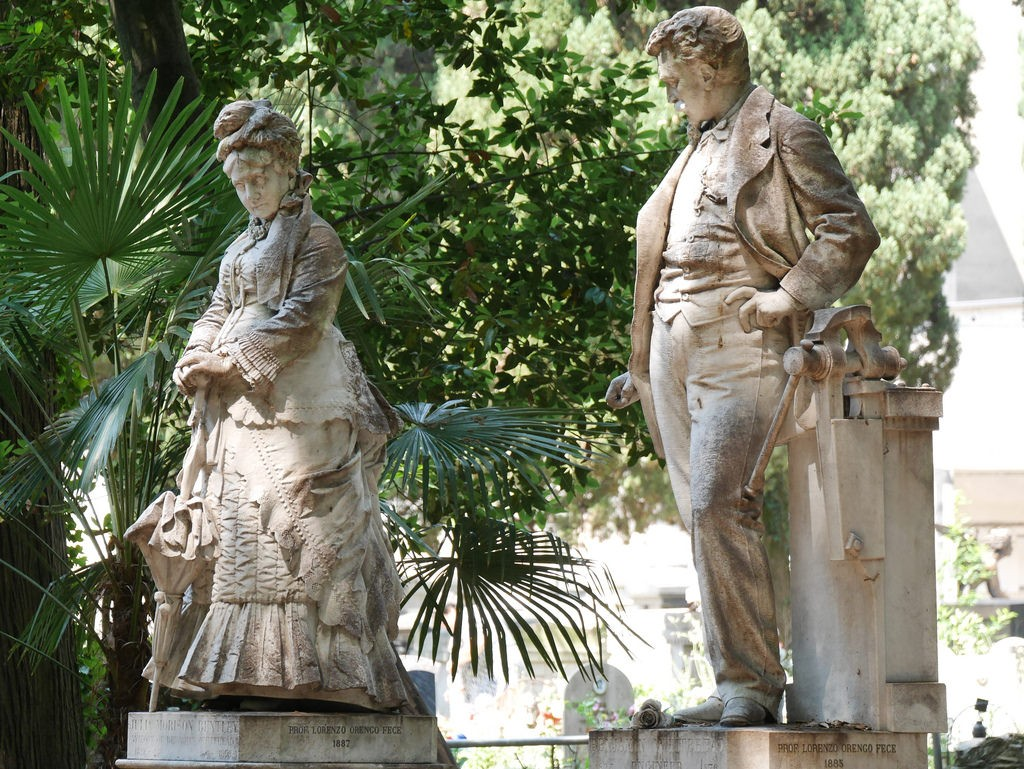
Гробница инженера Уайтхеда и миссис Бентли
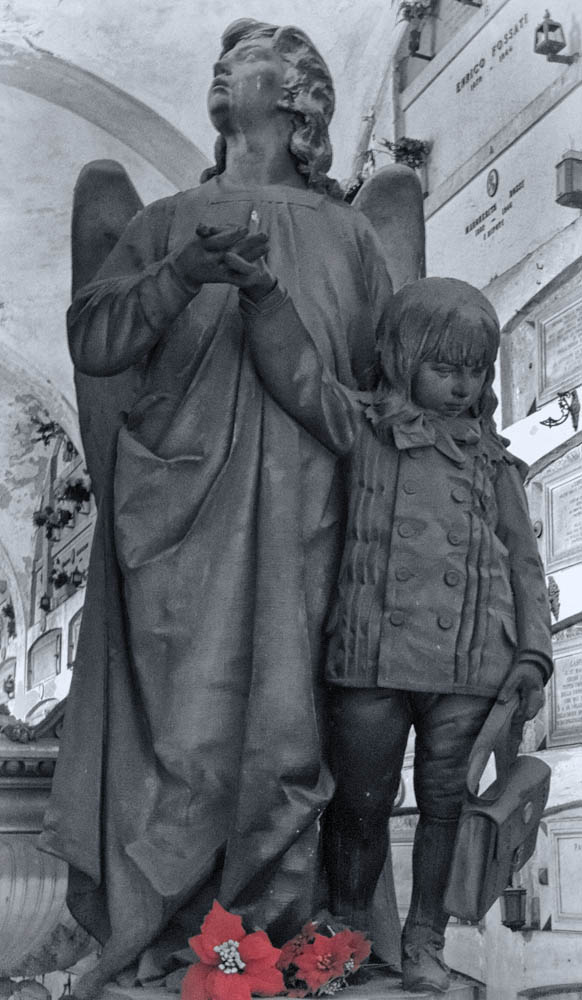
Гробница Пьерино Беккари
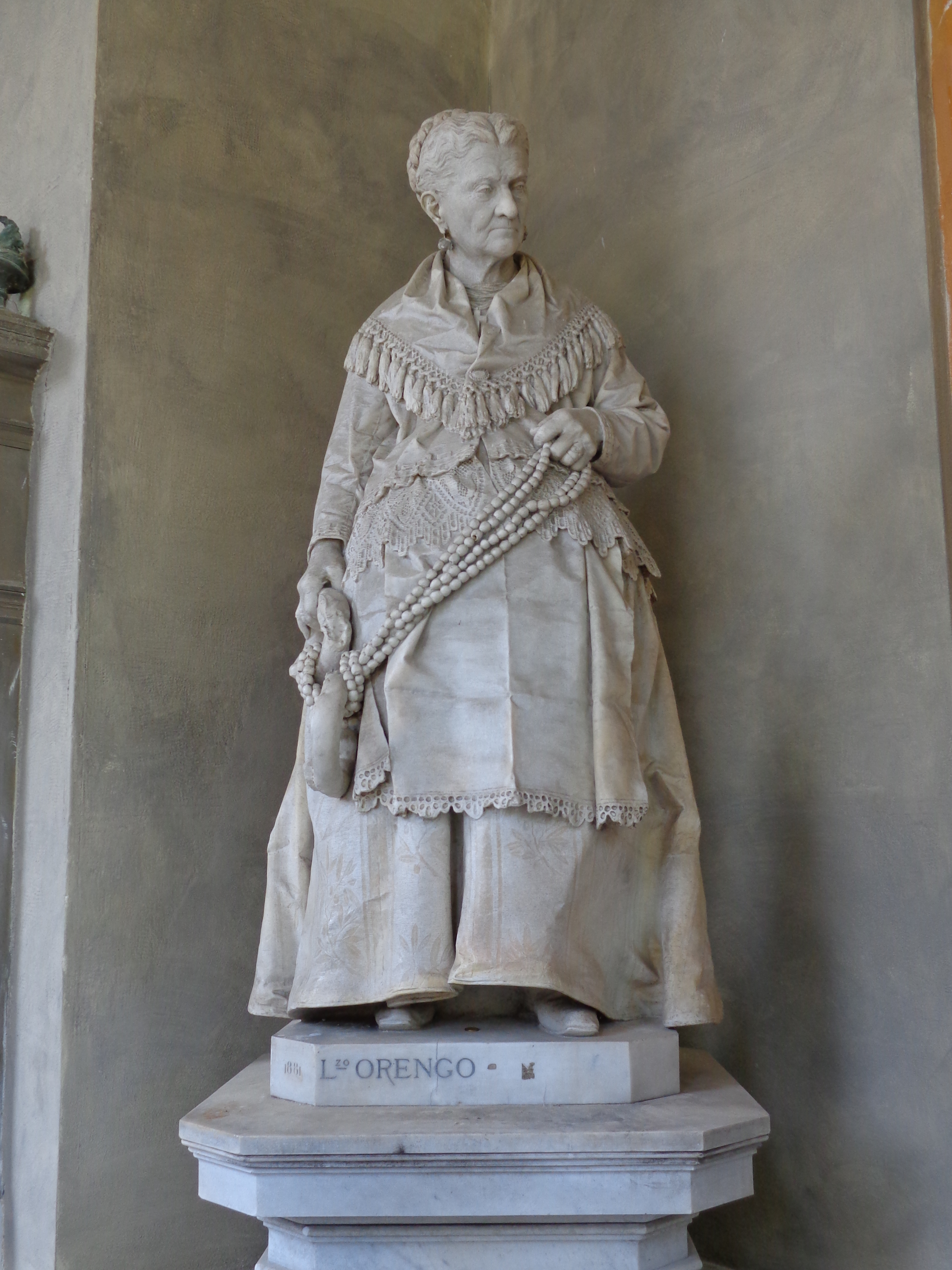
Гробница Катерины Камподонико